# Selaginella bamleri
Selaginella bamleri är en mosslummerväxtart som beskrevs av Georg Hans Emmo Emo Wolfgang Hieronymus och Brause. Selaginella bamleri ingår i släktet mosslumrar, och familjen mosslummerväxter. Inga underarter finns listade i Catalogue of Life.